# Mala Gradusa
Mala Gradusa – wieś w Chorwacji, w żupanii sisacko-moslawińskiej, w gminie Sunja. W 2011 roku liczyła 20 mieszkańców.